# 生駒村
生駒村（いこまむら）は、かつて愛知県東加茂郡にあった村。
現在の豊田市の一部（旭地区の牛地町・小滝野町・田津原町・閑羅瀬町）に該当する。

## 歴史
- 1889年（明治22年）10月1日 - 牛地村、小滝野村、田津原村、閑羅瀬村が合併し、生駒村が発足。
- 1906年（明治39年）5月1日 - 野見村、介木村、築羽村と合併し旭村が発足。同日廃止。